# 레드불 브라간치누
레드불 브라간치누(Red Bull Bragantino)는 상파울루주 브라간사파울리스타를 연고지로 하는 브라질의 축구 클럽으로 클루비 아틀레치쿠 브라간치누로 잘 알려져 있었으며 2020년에 레드불에게 인수되면서 현재의 레드불 브라간치누로 변경하였고 브라간치누의 전통적인 유니폼 색상인 검은색과 흰색에서 흰색, 빨간색으로 변경되었다.
파트너십은 2019년 4월부터 시작되었지만 2019 캄페오나투 브라질레이루 세리에 B에서는 레드불은 현재의 구단명과 같이 레드불의 이름이 들어가지 않고 후원사로서의 역할을 했으며 2020 시즌부터 구단명을 현재와 같이 레드불 브라간치누로 변경해서 사용하고 있다.

## 선수 명단

### 현역
참고: FIFA 자격 규정에 따라 소속된 국가대표팀 국기를 표시합니다. 선수는 복수의 FIFA 비회원국 국적을 가지고 있을 수 있습니다.
| 번호 | 포지션 | 국적     | 이름            |
| ---- | ------ | -------- | --------------- |
| 18   | FW     | 우루과이 | 티아고 보르바스 |

| 번호 | 포지션 | 국적     | 이름              |
| ---- | ------ | -------- | ----------------- |
| 30   | FW     | 콜롬비아 | 헨리 모스케라     |
| 34   | DF     | 에콰도르 | 안드레스 우르타도 |

## 역대 감독
| 감독                  | 임기        |
| --------------------- | ----------- |
| 반데를레이 루솀부르구 | 1989 ~ 1990 |
| 자이르 페헤이라       | 1996        |
| 자이르 페헤이라       | 1999        |
| 로페스 와그너         | 2015        |

## 같이 보기
- RB 라이프치히
- 뉴욕 레드불스
- FC 레드불 잘츠부르크
- FC 리퍼링
- 레드불 가나